# Census-designated place
Census-designated place (CDP, ungefär: ett område definierat med hänsyn till statistikändamål) är ett begrepp som används för en viss typ av statistiska områden i USA. Områdena avser oftast urbana samhällen av kommunfri typ. Gränsdragningarna bestäms av USA:s folkräkningsbyrå i samarbete med lokala myndigheter och i vissa fall representanter för indianreservat. 

## Struktur
Basen för folkräkningarna i USA är incorporated places, där flera sådana incorporated places bildar ett county. Men i en del countyn täcker inte dessa incorporated places hela countyts förvaltningsområde. Det finns stora områden, speciellt i mellanvästern, som inte är incorporated places, men där det bor människor. Därför behövs census designated places för att folkräkningarna ska kunna täcka in även dessa områden. Skillnaden mellan en incorporated place och en CDP är att den senare inte har en permanent fastslagen gräns och inte heller ett lokalt och lagligen utsett styre.
Gränserna bestäms vart tionde år i samband med landets folkräkning, där den senaste hölls 2020; 2030 sker en ny folkräkning med nya CDP-definitioner som resultat. En CDP har inga stadsrättigheter, och dess samhällsfunktioner med planering styrs på en högre nivå, oftast av det county den är belägen i.
Några militärbaser, som exempelvis Fort Knox i Kentucky, är klassificerade som CDP:er. Samhällen som domineras av turismverksamhet, till exempel semesterbyar, eller boendeområden för äldre, så kallade retirement communities, är andra typexempel på CDP:er.
USA:s folkräkningsbyrå listar inga administrativa städer i Hawaii, utan samtliga orter i deras befolkningsstatistik utgörs av CDP:er. Lokala myndigheter erkänner dock stadsrättigheter för Honolulu, som täcker samma yta som Honolulu County.
En CDP kan ibland få stadsrättigheter och upphör då att vara en CDP. Ett exempel på detta är staden Rancho Cordova i Kalifornien, som var en CDP vid folkräkningen 2000, men fick stadsrättigheter den 1 juli 2003. I andra fall kan flera CDP:er gå samman och bilda en ny stad, som exemplet Miami Gardens i Florida visar. Uppgraderingar från CDP till stad beror ofta på att den lokala befolkningen vill ha mer självbestämmanderätt, vilket stadsrättigheterna medför.
Det sker ett kontinuerligt arbete med att utarbeta passande kriterier för hur man avgränsar CDP:er.

## Historia
CDP-fenomenet har funnits sedan 1950 års folkräkning, även om de benämndes som unincorporated places fram till och med folkräkningen 1970. Vid 1950 års folkräkning kunde endast icke-urbana områden definieras som en unincorporated place, och ett invånarantal på minst 1 000 invånare krävdes. Vid 1960 års folkräkning kunde ett sådant även utses i urbaniserade områden (dock fortfarande inte i New England), fast då med ett minimiantal invånare på 10 000 personer.
Vid folkräkningen 1970 hade tröskeln för invånarantal i urbaniserade områden sänkts till 5.000. Tio år senare gavs möjlighet för CDP:er även i urbaniserade områden i New England. 1990 sänktes tröskeln för urbaniserade områden ytterligare, till 2 500 invånare. Andra befolkningströsklar har med tiden kommit att användas vid CDP-utmärkning i Alaska, Puerto Rico och en del andra öar samt på indianreservat.
Vid folkräkningen år 2000 avskaffades de olika befolkningströsklarna helt och hållet. Detta gav en harmonisering med reglerna för incorporated places, som historiskt aldrig begränsats av några befolkningströsklar.
Enligt 2010 års folkräkning bor drygt 38,7 miljoner människor i USA med besittningar i en CDP. Omfattningen varierar från delstat till delstat, beroende på de olika delstatslagarna omkring administrativa enheter. Det styrs också i viss mån av lokala sedvänjor och tradition utifrån hur man benämner olika orter och områden.